# Eredivisie 2021-2022 (football americano)
La Eredivisie 2021-2022 è la 37ª edizione del campionato di football americano di primo livello, organizzato dalla AFBN.

## Squadre partecipanti
| Club                 | Città     | Stadio | Sponsor ufficiale | Risultato nella stagione 2020 |
| -------------------- | --------- | ------ | ----------------- | ----------------------------- |
| 010 Trojans          | Rotterdam |        |                   |                               |
| Amsterdam Crusaders  | Amsterdam |        |                   |                               |
| Amsterdam Panthers   | Amsterdam |        |                   |                               |
| Arnhem Falcons       | Arnhem    |        |                   |                               |
| Flevo Phantoms       | Almere    |        |                   |                               |
| Groningen Giants     | Groninga  |        |                   |                               |
| Hilversum Hurricanes | Hilversum |        |                   |                               |
| Lelystad Commanders  | Lelystad  |        |                   |                               |

## Stagione regolare

### Calendario

#### 1ª giornata
| Amsterdam 3 ottobre 2021, ore 14:00 | Lelystad Commanders | 19 – 56 | Amsterdam Crusaders |  |

| Almere 3 ottobre 2021, ore 14:00 | Flevo Phantoms | 0 – 20 (a tavolino) | Groningen Giants |  |

| 3 ottobre 2021, ore 14:00 | Amsterdam Panthers | – (rinviata) | Hilversum Hurricanes |  |

| Rotterdam 3 ottobre 2021, ore 14:00 | 010 Trojans | 6 – 3 | Arnhem Falcons |  |

#### 2ª giornata
| Almere 23 ottobre 2021, ore 19:00 | Flevo Phantoms | 0 – 6 | Hilversum Hurricanes |  |

| Arnhem 24 ottobre 2021, ore 14:00 | Arnhem Falcons | 21 – 0 | Groningen Giants |  |

| Rotterdam 24 ottobre 2021, ore 14:00 | 010 Trojans | 20 – 21 | Lelystad Commanders |  |

#### 3ª giornata
| Amsterdam 7 novembre 2021, ore 14:00 | Amsterdam Panthers | 0 – 20 | Arnhem Falcons |  |

| Groninga 7 novembre 2021, ore 14:00 | Groningen Giants | 3 – 32 | Amsterdam Crusaders |  |

| Lelystad 7 novembre 2021, ore 14:00 | Lelystad Commanders | 8 – 7 | Hilversum Hurricanes |  |

| Almere 7 novembre 2021, ore 14:00 | Flevo Phantoms | 8 – 19 | 010 Trojans |  |

#### 4ª giornata
| Arnhem 21 novembre 2021, ore 14:00 | Arnhem Falcons | 37 – 21 | Lelystad Commanders |  |

| Amsterdam 21 novembre 2021, ore 14:00 | Amsterdam Crusaders | 20 – 0 (a tavolino) | Flevo Phantoms |  |

| Groninga 21 novembre 2021, ore 14:00 | Groningen Giants | 23 – 11 | Hilversum Hurricanes |  |

| Amsterdam 21 novembre 2021, ore 14:00 | Amsterdam Panthers | 14 – 8 | 010 Trojans |  |

#### 5ª giornata
| 27 febbraio 2022, ore 14:00 | Arnhem Falcons | 20 – 0 | Flevo Phantoms |  |

| 27 febbraio 2022, ore 14:00 | Hilversum Hurricanes | 7 – 46 | Amsterdam Crusaders |  |

| 27 febbraio 2022, ore 14:00 | 010 Trojans | - – - (rinviata) | Groningen Giants |  |

| 27 febbraio 2022, ore 14:00 | Lelystad Commanders | 23 – 20 | Amsterdam Panthers |  |

#### 6ª giornata
| 20 marzo 2022, ore 14:00 | Groningen Giants | 12 – 0 | Arnhem Falcons |  |

| 20 marzo 2022, ore 14:00 | Amsterdam Panthers | 0 – 20 (a tavolino) | Amsterdam Crusaders |  |

| 20 marzo 2022, ore 14:00 | Hilversum Hurricanes | 9 – 20 | Lelystad Commanders |  |

| 20 marzo 2022, ore 14:00 | 010 Trojans | 20 – 0 (a tavolino) | Flevo Phantoms |  |

#### 7ª giornata
| 10 aprile 2022, ore 14:00 | Amsterdam Panthers | 0 – 20 (a tavolino) | Groningen Giants |  |

| 10 aprile 2022, ore 14:00 | Arnhem Falcons | 14 – 58 | Amsterdam Crusaders |  |

| 10 aprile 2022, ore 14:00 | 010 Trojans | 24 – 7 | Hilversum Hurricanes |  |

| 10 aprile 2022, ore 14:00 | Lelystad Commanders | 20 – 0 (a tavolino) | Flevo Phantoms |  |

#### 8ª giornata
| 1º maggio 2022, ore 14:00 | Groningen Giants | – | Lelystad Commanders |  |

| 1º maggio 2022, ore 14:00 | Flevo Phantoms | – | Amsterdam Panthers |  |

| 1º maggio 2022, ore 14:00 | Hilversum Hurricanes | – | Arnhem Falcons |  |

| 1º maggio 2022, ore 14:00 | Amsterdam Crusaders | – | 010 Trojans |  |

#### Recuperi 1
| 7 maggio 2021, ore 14:00 | Amsterdam Crusaders | – (rinviata) | Amsterdam Panthers |  |

#### 9ª giornata
| 22 maggio 2022, ore 14:00 | Arnhem Falcons | – | Amsterdam Panthers |  |

| 22 maggio 2022, ore 14:00 | Amsterdam Crusaders | – | Groningen Giants |  |

| 22 maggio 2022, ore 14:00 | Lelystad Commanders | – | 010 Trojans |  |

| 22 maggio 2022, ore 14:00 | Hilversum Hurricanes | – | Flevo Phantoms |  |

#### 10ª giornata
| 5 giugno 2022, ore 14:00 | Groningen Giants | – | Amsterdam Panthers |  |

| 5 giugno 2022, ore 14:00 | Amsterdam Crusaders | – | Arnhem Falcons |  |

| 5 giugno 2022, ore 14:00 | Hilversum Hurricanes | – | 010 Trojans |  |

| 5 giugno 2022, ore 14:00 | Flevo Phantoms | – | Lelystad Commanders |  |

### Classifiche
Le classifiche della regular season sono le seguenti:
- PCT = percentuale di vittorie, G = partite giocate, V = partite vinte, P = partite perse, PF = punti fatti, PS = punti subiti

#### Girone A
| Pos. | Squadra             | PCT   | G | V | N | P | PF  | PS |
| ---- | ------------------- | ----- | - | - | - | - | --- | -- |
| 1    | Amsterdam Crusaders | 1.000 | 6 | 6 | 0 | 0 | 232 | 43 |
| 2    | Groningen Giants    | .667  | 6 | 4 | 0 | 2 | 78  | 64 |
| 3    | Arnhem Falcons      | .571  | 6 | 4 | 0 | 3 | 115 | 97 |
| 4    | Amsterdam Panthers  | .200  | 5 | 1 | 0 | 4 | 34  | 91 |

#### Girone B
| Pos. | Squadra              | PCT  | G | V | N | P | PF  | PS  |
| ---- | -------------------- | ---- | - | - | - | - | --- | --- |
| 1    | Lelystad Commanders  | .714 | 7 | 5 | 0 | 2 | 132 | 149 |
| 2    | 010 Trojans          | .667 | 6 | 4 | 0 | 2 | 97  | 53  |
| 3    | Hilversum Hurricanes | .167 | 6 | 1 | 0 | 5 | 47  | 121 |
| 4    | Flevo Phantoms       | .000 | 6 | 0 | 0 | 6 | 8   | 115 |

## Playoff e playout

### Tabellone
|  | Semifinali | Semifinali | Semifinali |  |  | XXXVII Tulip Bowl | XXXVII Tulip Bowl | XXXVII Tulip Bowl |  |
|  |            |            |            |  |  |                   |                   |                   |  |
|  | 1A         | TBD        |            |  |  |                   |                   |                   |  |
|  | 1A         | TBD        |            |  |  |                   |                   |                   |  |
|  | 2A         | TBD        |            |  |  |                   |                   |                   |  |
|  | 2A         | TBD        | TBD        |  |  |                   |                   |                   |  |
|  |            |            |            |  |  |                   |                   |                   |  |
|  |            |            | TBD        |  |  |                   |                   |                   |  |
|  | 1B         | TBD        |            |  |  |                   |                   |                   |  |
|  | 1B         | TBD        |            |  |  |                   |                   |                   |  |
|  | 2B         | TBD        |            |  |  |                   |                   |                   |  |

### Semifinali
| 19 giugno 2022, ore 14:00 | TBD | – | TBD |  |

| 19 giugno 2022, ore 14:00 | TBD | – | TBD |  |

### XXXVII Tulip Bowl
| 3 luglio 2022, ore 14:00 | TBD | – | TBD |  |